# Liste des phares d'Argentine

Cette page dresse la liste des phares en Argentine.
Ils sont classés du nord au sud.
Les phares en activité en Argentine appartiennent à la marine argentine et sont gérés par le Servicio de Hidrografía Naval (SHN) de la marine.

## Province d'Entre Ríos
| Nom                | Lieu                   | Coordonnées                  | Mise en service | Image |
| ------------------ | ---------------------- | ---------------------------- | --------------- | ----- |
| Phare Stella Maris | Concepción del Uruguay | 32° 28′ 29″ S, 58° 12′ 36″ O | 1949            |       |

## Province de Buenos Aires
| Nom                           | Lieu                           | Coordonnées                        | Mise en service       | Image |
| ----------------------------- | ------------------------------ | ---------------------------------- | --------------------- | ----- |
| Phare de Martín García        | Martín García                  | 34° 11′ 22″ S, 58° 15′ 12″ O       | 1897 Désactivé (1938) |       |
| Phare de Piedra Diamante      | Río de la Plata                | 34° 25′ 28″ S, 57° 57′ 38″ O       | ?                     |       |
| Phare de Buenos Aires         | Puerto Madero Buenos Aires     | 34° 37′ 23″ S, 58° 21′ 44″ O       | 1999                  |       |
| Phare de Punta Piedras        | Río Salado                     | 35° 27′ 00″ S, 57° 09′ 00″ O       | 1917                  |       |
| Phare du cap San Antonio      | La Costa                       | 36° 18′ 24″ S, 56° 46′ 25″ O       | 1892                  |       |
| Phare de Punta Médanos        | La Costa                       | 36° 53′ 00″ S, 56° 40′ 41″ O       | 1893                  |       |
| Phare Querandí                | Villa Gesell (es)              | 37° 27′ 52″ S, 57° 06′ 51″ O       | 1922                  |       |
| Phare de Mar Chiquita         | Laguna de Mar Chiquita         | 37° 46′ 00″ S, 57° 27′ 00″ O       | 1932                  |       |
| Phare de Punta Mogotes        | Mar del Plata                  | 38° 05′ 32″ S, 57° 32′ 28″ O       | 1891                  |       |
| Phare de Miramar              | Miramar                        | 38° 17′ 00″ S, 57° 50′ 00″ O       | 1988                  |       |
| Phare de Quequén              | Quequén                        | 38° 34′ 00″ S, 58° 41′ 04″ O       | 1921                  |       |
| Phare de Claromecó            | Claromecó                      | 38° 51′ 00″ S, 60° 03′ 00″ O       | 1922                  |       |
| Phare Recalada a Bahía Blanca | Monte Hermoso                  | 38° 59′ 27″ S, 61° 15′ 36″ O       | 1906                  |       |
| Phare El Rincón               | Base navale de Puerto Belgrano | 39° 23′ 05,04″ S, 62° 00′ 53,42″ O | 1925                  |       |
| Phare de Segunda Barranca     | Carmen de Patagones            | 40° 46′ 34,65″ S, 62° 16′ 27,5″ O  | 1914                  |       |

## Province de Río Negro
| Nom                 | Lieu             | Coordonnées                  | Mise en service | Image |
| ------------------- | ---------------- | ---------------------------- | --------------- | ----- |
| Phare du Río Negro  | Río Negro        | 41° 03′ 23″ S, 62° 48′ 10″ O | 1887            |       |
| Phare de San Matías | Golfe San Matías | 40° 49′ 00″ S, 64° 43′ 00″ O | 1924            |       |

## Province de Chubut
| Nom                                | Lieu                    | Coordonnées                       | Mise en service       | Image |
| ---------------------------------- | ----------------------- | --------------------------------- | --------------------- | ----- |
| Phare Almirante Brown              | Golfe San Matías        | 42° 13′ 00″ S, 64° 15′ 00″ O      | 1949                  |       |
| Phare de Punta Tehuelche           | Golfe San José (es)     | 42° 24′ 00″ S, 64° 18′ 00″ O      | 1949                  |       |
| Phare de Punta Norte               | Péninsule Valdés        | 42° 05′ 00″ S, 63° 46′ 00″ O      | 1917                  |       |
| Phare de Punta Bajos               | Péninsule Valdés        | 42° 23′ 00″ S, 63° 37′ 00″ O      | 1927                  |       |
| Phare de Punta Delgada (Argentine) | Péninsule Valdés        | 42° 45′ 59″ S, 63° 38′ 13″ O      | 1905                  |       |
| Phare de Morro Nuevo               | Péninsule Valdés        | 42° 52′ 00″ S, 64° 09′ 00″ O      | 1918                  |       |
| Phare du Golfe Nuevo               | Golfe Nuevo             | 42° 42′ 53,7″ S, 65° 01′ 15,18″ O | 1917                  |       |
| Phare de Punta Conscriptos         | Puerto Madryn           | 42° 53′ 00″ S, 64° 42′ 00″ O      | 1917                  |       |
| Phare de Punta Ninfas              | Golfe Nuevo             | 42° 58′ 00″ S, 64° 19′ 00″ O      | 1916                  |       |
| phare du Río Chubut                | Rawson                  | 43° 22′ 00″ S, 65° 03′ 00″ O      | 1933                  |       |
| Phare de Punta Lobos               |                         | 43° 48′ 00″ S, 65° 20′ 00″ O      | 1948                  |       |
| Phare de Cabo Raso (Argentine)     | Cabo Raso               | 44° 20′ 42″ S, 65° 14′ 09″ O      | 1925                  |       |
| Phare de San José                  | Baie de Camarones (es)  | 44° 31′ 00″ S, 65° 17′ 00″ O      | 1917                  |       |
| Phare de San Gregorio              | Bahía San Gregorio (es) | 45° 01′ 00″ S, 65° 38′ 00″ O      | 1968                  |       |
| Phare de la Isla Leones (es)       | Isla Leones (es)        | 45° 03′ 01″ S, 65° 36′ 26,77″ O   | 1917 désactivé (1968) |       |
| Phare d'Isla Rasa                  | Isla Rasa (es)          | 45° 06′ 00″ S, 65° 24′ 00″ O      | 1917                  |       |
| Phare du cap Aristizábal           | Cabo Aristizábal (es)   | 45° 12′ 58″ S, 66° 31′ 40″ O      | 1917                  |       |
| Phare de San Jorge                 | Golfe San Jorge         | 47° 12′ 00″ S, 66° 44′ 00″ O      | 1925                  |       |

## Province de Santa Cruz
| Nom                              | Lieu                                  | Coordonnées                  | Mise en service | Image |
| -------------------------------- | ------------------------------------- | ---------------------------- | --------------- | ----- |
| Phare de Cabo Blanco (Argentine) | Cabo Blanco (Argentine)               | 47° 12′ S, 65° 44′ O         | 20 octobre 1917 |       |
| Phare de Punta Guzmán            |                                       | 47° 21′ S, 65° 43′ O         | 1928            |       |
| Phare Beauvoir                   | Puerto Deseado                        | 47° 45′ 10″ S, 65° 53′ 33″ O | 1925            |       |
| Phare d'Isla Pingüino            | Isla Pingüino) (es)                   | 47° 55′ S, 65° 43′ O         | 1903            |       |
| Phare de Punta Medanosa          | Punta Medanosa (es)                   | 48° 06′ S, 65° 40,5′ O       | 1949            |       |
| Phare de Cabo Guardián           | Cabo Guardián (es)                    | 48° 21′ S, 66° 21′ O         | 1928            |       |
| Phare Campana                    | Punta Mercedes (es)                   | 48° 24′ S, 66° 28′ O         | 1928            |       |
| Phare de Cabo Dañoso             | Cabo Dañoso (es)                      | 48° 49′ S, 67° 12′ O         | 1947            |       |
| Phare de Cabo Curioso            | Cabo Curioso (es)                     | 49° 11′ S, 67° 37′ O         | 1922            |       |
| Phare de San Francisco de Paula  | Département de Corpen Aike            | 49° 44′ S, 67° 43′ O         | 1917            |       |
| Phare de Santa Cruz (Argentine)  | Département de Corpen Aike            | 50° 09′ S, 68° 22′ O         | 1923            |       |
| Phare du Río Coig                | Puerto Coig                           | 50° 54′ S, 69° 08′ O         | 1948            |       |
| Phare de Buen Tiempo             | Cabo Buen Tiempo (es)                 | 51° 33′ S, 68° 57′ O         | 1917            |       |
| Phare du cap des Vierges         | Cap des Vierges - Détroit de Magellan | 52° 20′ S, 68° 21′ O         | 23 octobre 1980 |       |

## Terre de Feu, Antarctique et îles de l’Atlantique sud
| Nom                             | Lieu                                        | Coordonnées                      | Mise en service     | Image |
| ------------------------------- | ------------------------------------------- | -------------------------------- | ------------------- | ----- |
| Phare du cap Pembroke           | Îles Malouines revendiquées par l'Argentine | 51° 40′ 55″ S, 57° 43′ 14″ O     | 1855 Inactif (1980) |       |
| Phare Magallanes                | Cap du Saint-Esprit                         | 52° 40′ 00″ S, 68° 36′ 00″ O     | 1976                |       |
| Phare de Punta Páramo           | Péninsule El Páramo                         | 53° 09′ 00″ S, 68° 13′ 00″ O     | 1934                |       |
| Phare San Sebastián             | Baie de San Sebastián                       | 53° 20′ 00″ S, 68° 09′ 00″ O     | 1949                |       |
| Phare du cap Domingo            | Terre de Feu                                | 53° 41′ S, 67° 51′ O             | 1933                |       |
| Phare de Cabo Peñas (Argentine) | Cabo Peñas (es)                             | 53° 51′ 00″ S, 67° 34′ 00″ O     | 1916                |       |
| Phare du cap San Pablo          | Cap San Pablo                               | 54° 17′ 00″ S, 66° 42′ 00″ O     | 1945                |       |
| Phare San Diego                 | Cap San Diego                               | 54° 48′ 00″ S, 65° 07′ 00″ O     | 1934                |       |
| Phare de Buen Suceso            | Baie Buen Suceso                            | 54° 49′ 00″ S, 65° 13′ 00″ O     | 1916                |       |
| Phare Año Nuevo                 | île Observatorio                            | 54° 39′ 16,4″ S, 64° 08′ 27,5″ O | 1902                |       |
| Phare du bout du monde          | Île des États                               | 54° 43′ 56,45″ S, 63° 51′ 25″ O  | 1902                |       |
| Phare Le Maire                  | Île des États                               | 54° 48′ 00″ S, 64° 43′ 00″ O     | 1926                |       |
| Phare Les Éclaireurs            | Îlots Les Éclaireurs Baie d'Ushuaïa         | 54° 52′ 17″ S, 68° 04′ 59″ O     | 1920                |       |
| Phare San Gonzalo               | Canal Beagle                                | 54° 58′ 00″ S, 65° 58′ 00″ O     | 1928                |       |
| Phare du cap San Pío            | Canal Beagle                                | 55° 03′ 00″ S, 66° 31′ 00″ O     | 1919                |       |

## Antarctique
| Nom                          | Lieu                                   | Coordonnées                  | Mise en service | Image |
| ---------------------------- | -------------------------------------- | ---------------------------- | --------------- | ----- |
| Phare Esperanza              | Baie de l'Espoir Antarctique argentin  | 63° 24′ 00″ S, 56° 59′ 00″ O | 1952            |       |
| Phare du 1er Mai             | Île Lambda Antarctique argentin        | 64° 18′ 00″ S, 62° 59′ 00″ O | 1942            |       |
| Phare de l'île Laurie        | Île Laurie Antarctique argentin        | 60° 43′ 43″ S, 44° 31′ 06″ O | n/d             |       |
| Balise Potter (Base Carlini) | Île du Roi-George Antarctique argentin | 62° 14′ 18″ S, 58° 40′ 04″ O | n/d             |       |
| Balise Cámara (Base Carlini) | Île du Roi-George Antarctique argentin | 62° 14′ 18″ S, 58° 40′ 04″ O | n/d             |       |

### Sources
- (en) Lighthouses of Argentina: Buenos Aires
- (en) Lighthouses of Argentina: Río Negro and Chubut
- (en) Lighthouses of Argentina: Santa Cruz
- (en) Lighthouses of Argentina: Tierra del Fuego
- (en) Argentina - ARLHS World List of Lights
- (en) - Online list of Lights
- Argentine - Site Lightphotos.net
- (es) Les phares argentins - site servicio hidrografia Naval